# Grote stinkzwam
De grote stinkzwam (Phallus impudicus) is een paddenstoel uit de familie Phallaceae. Vruchtlichamen worden aangetroffen van mei tot november bij vermolmd hout in bossen, parken en tuinen.

## Uiterlijk en voortplanting
De grote stinkzwam komt met behulp van een eiertand uit een 3–6 cm grote knol die in de volksmond met heksen- of duivelsei wordt aangeduid. Daaruit strekt zich in enkele uren de 10–20 cm lange poreuze en holle steel. De hoed van de paddenstoel is dan met een groene slijmerige sporenlaag (gleba) bedekt die een zeer penetrante aasgeur verspreidt, zelfs tegen de wind in te ruiken. De stank trekt vliegen en kevers als de oranje aaskever aan die voor de verspreiding van de sporen zorgen. De schone hoed is wit tot lichtgeel en heeft een kleine opening aan de top. De zwam lijkt dan wel op morieljes.

## Verspreiding
De grote stinkzwam komt voor in Europa, Azië, de Canarische Eilanden, Noord- en Zuid-Afrika en groeit in de Himalaya tot een hoogte van 3000 m. In Europa komt hij voor van het Middellandse Zeegebied tot Ierland, Schotland en Scandinavië. In Nederland komt hij zeer algemeen voor. Hij staat niet op de rode lijst en is niet bedreigd.

## Toepassingen
De sterke geur doet niet vermoeden dat deze paddenstoel ook eetbaar is. De steel van jonge exemplaren van de grote stinkzwam is eetbaar; naarmate hij ouder wordt neemt het psilocainegehalte toe waardoor hij te giftig wordt voor consumptie. Het heksenei, ontdaan van de sporenlaag, wordt gebakken opgediend en geldt in sommige culturen als afrodisiacum; dit vanwege de uiterlijke overeenkomst van het volwassen exemplaar, met het mannelijk lid. Deze veronderstelde werking is echter nooit aangetoond.

## Kunst
- Muziek
  - Jan De Wilde verwijst naar de paddenstoelsoort in zijn liedje Een Vrolijk Lentelied ('72).

- Literatuur
  - Stephen Gregory gebruikt de paddenstoel als onderwerp in zijn roman The Woodwitch.

## Afbeeldingen

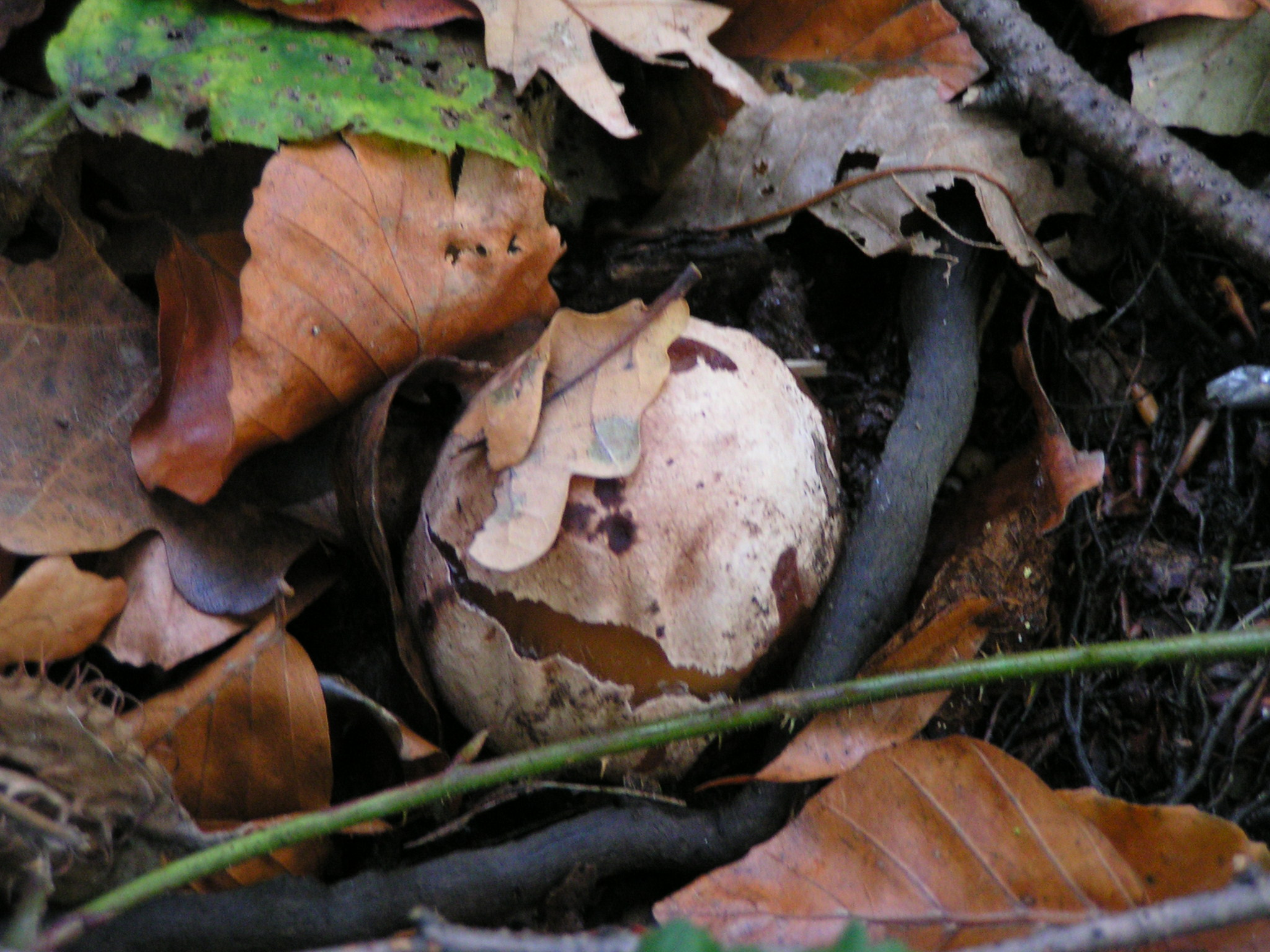
Een heksen- of duivelsei
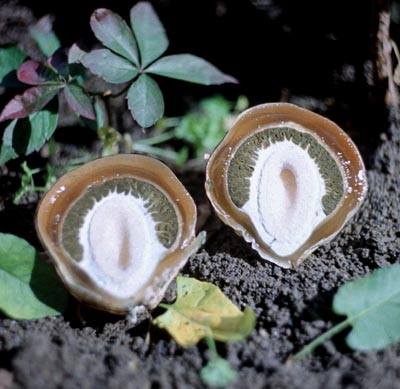
Een doorgesneden heksenei
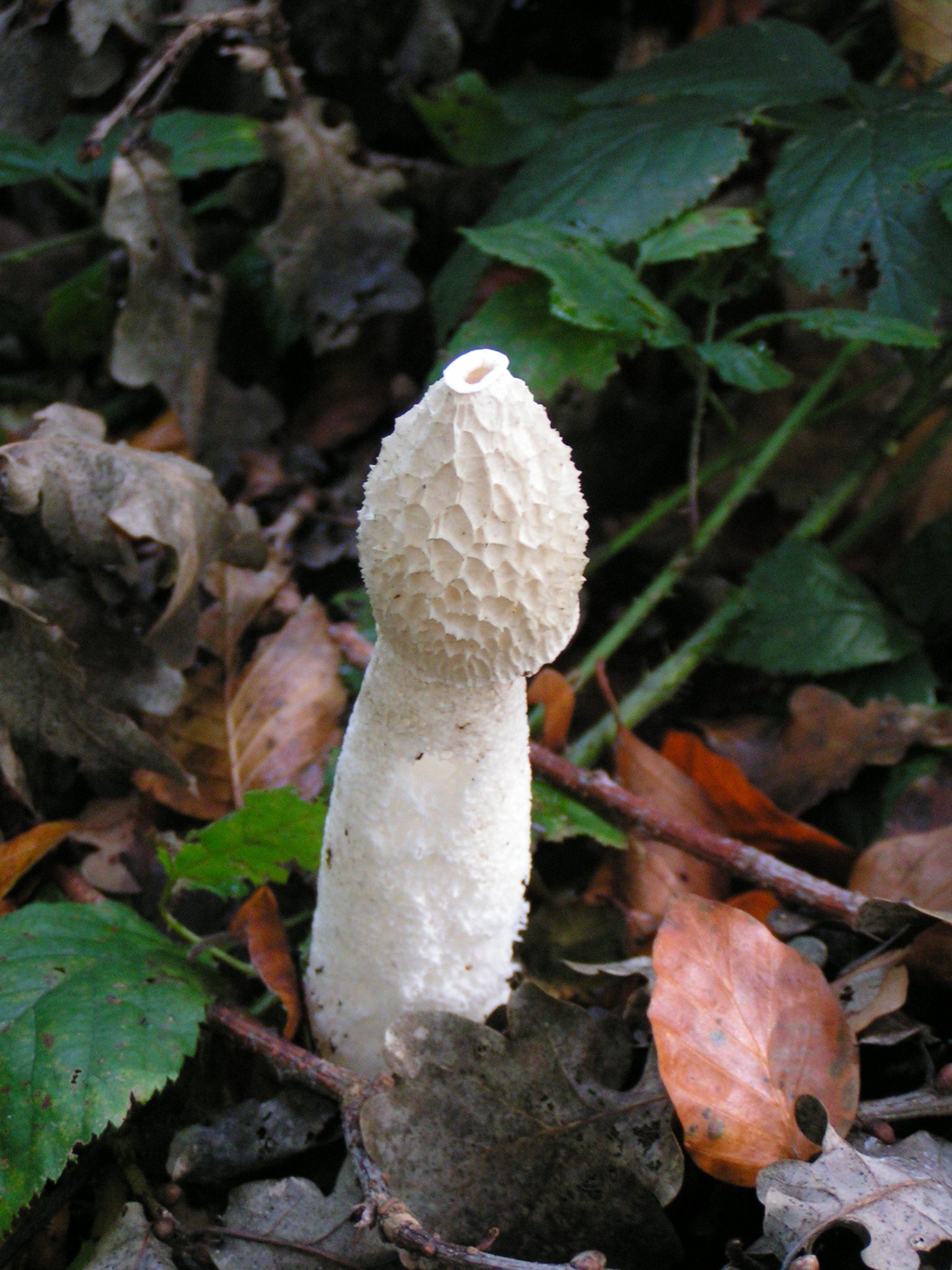
Bij dit exemplaar is de opening aan de top goed zichtbaar
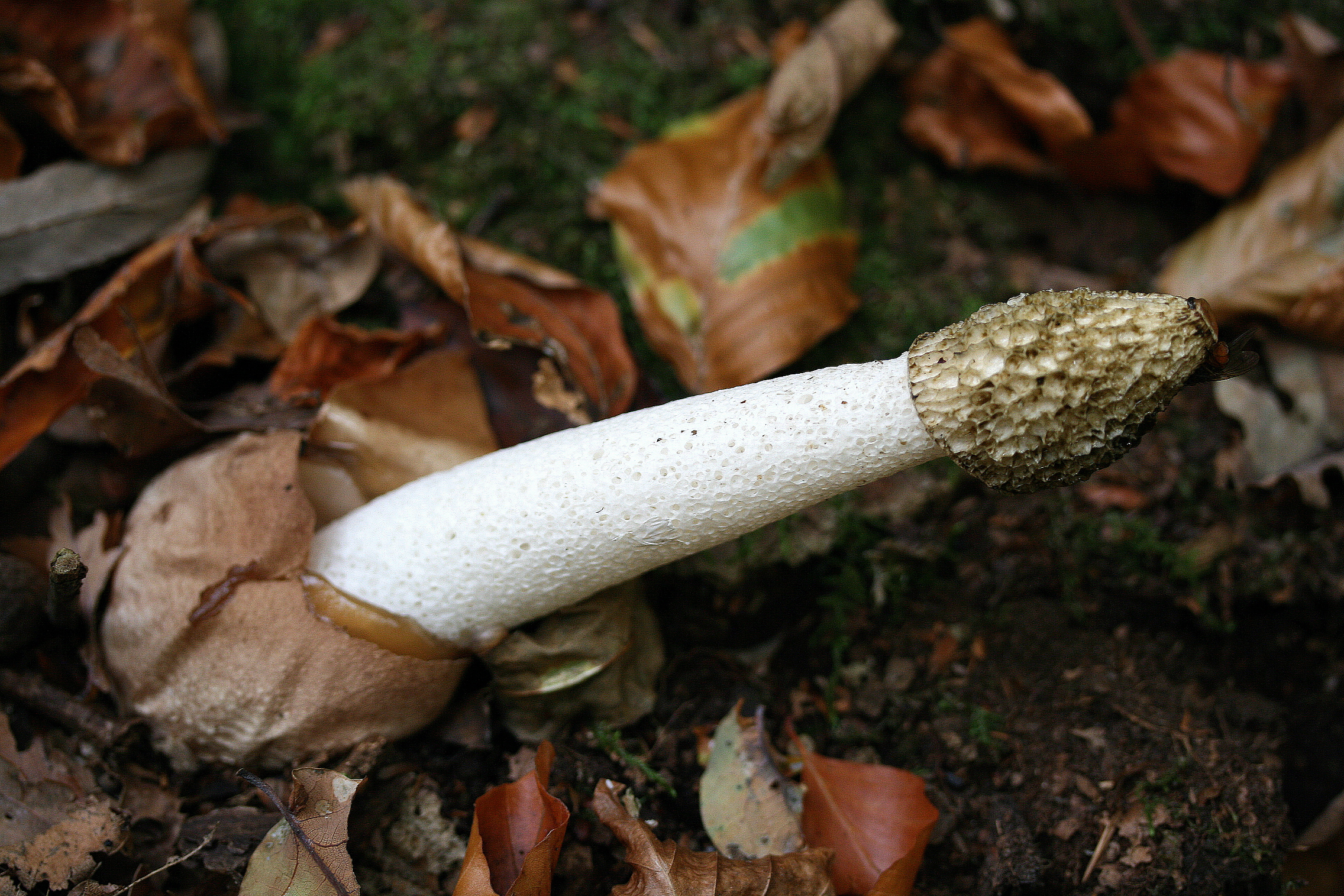
grote stinkzwam in zijn heksenei
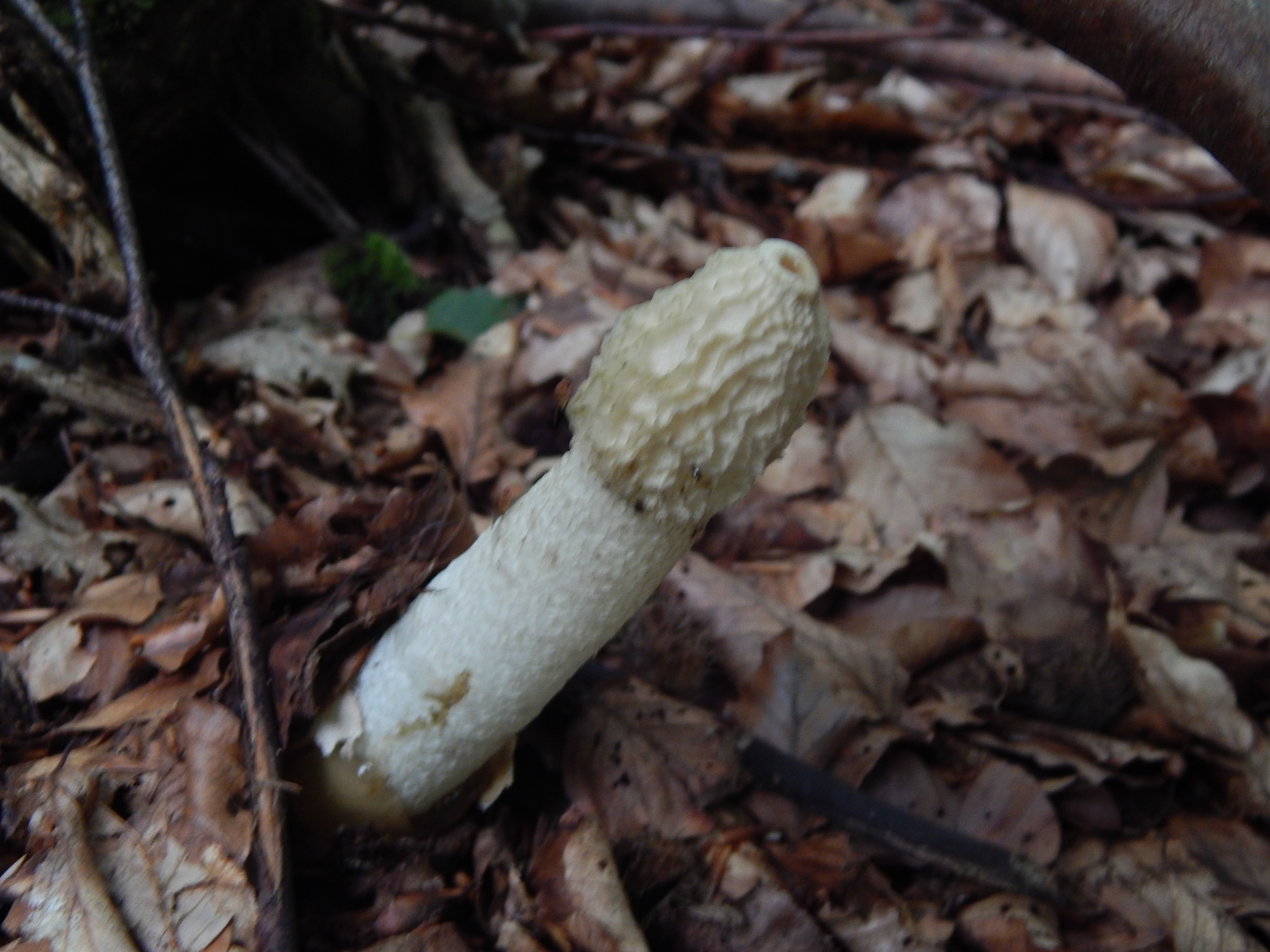
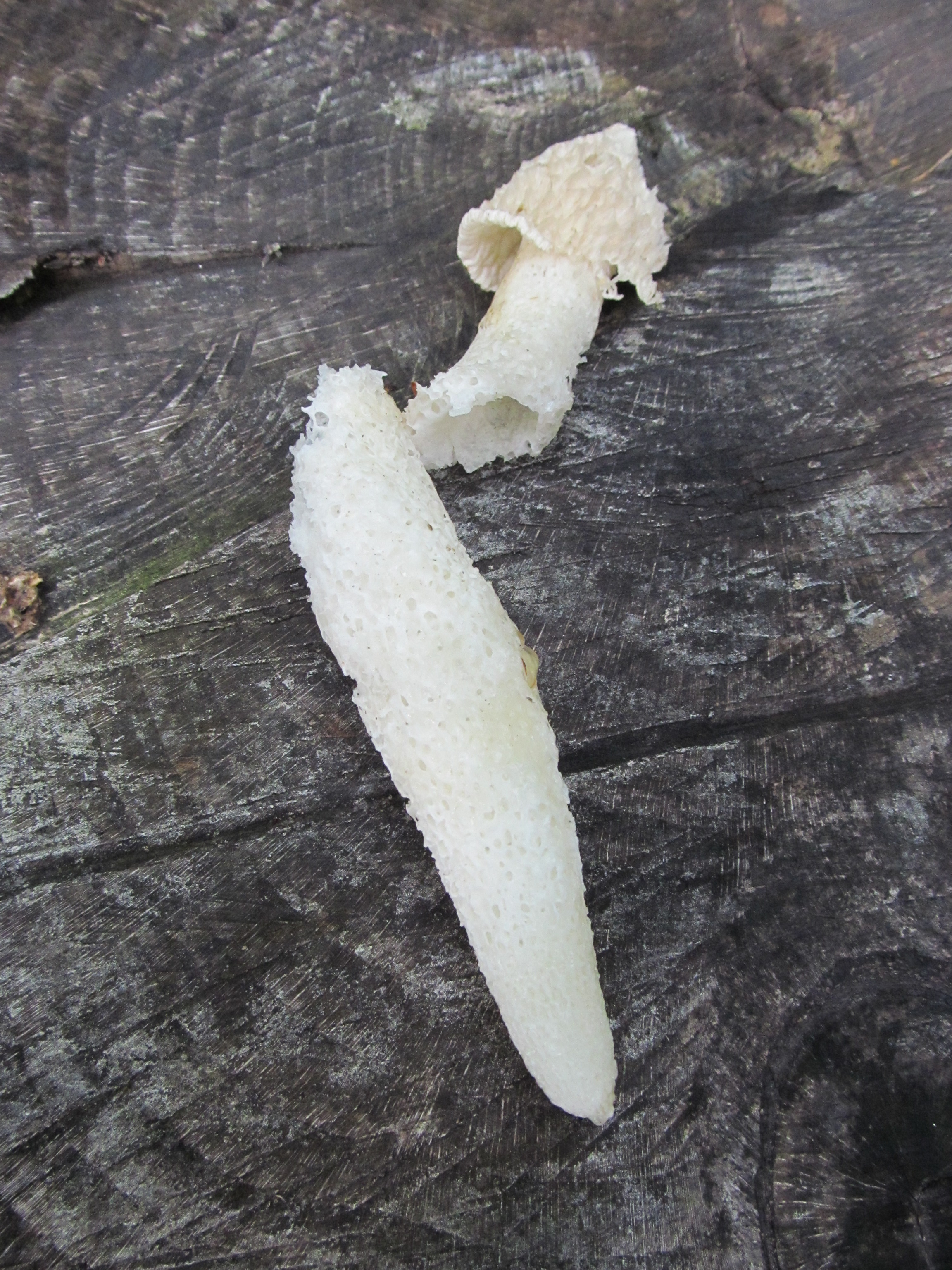
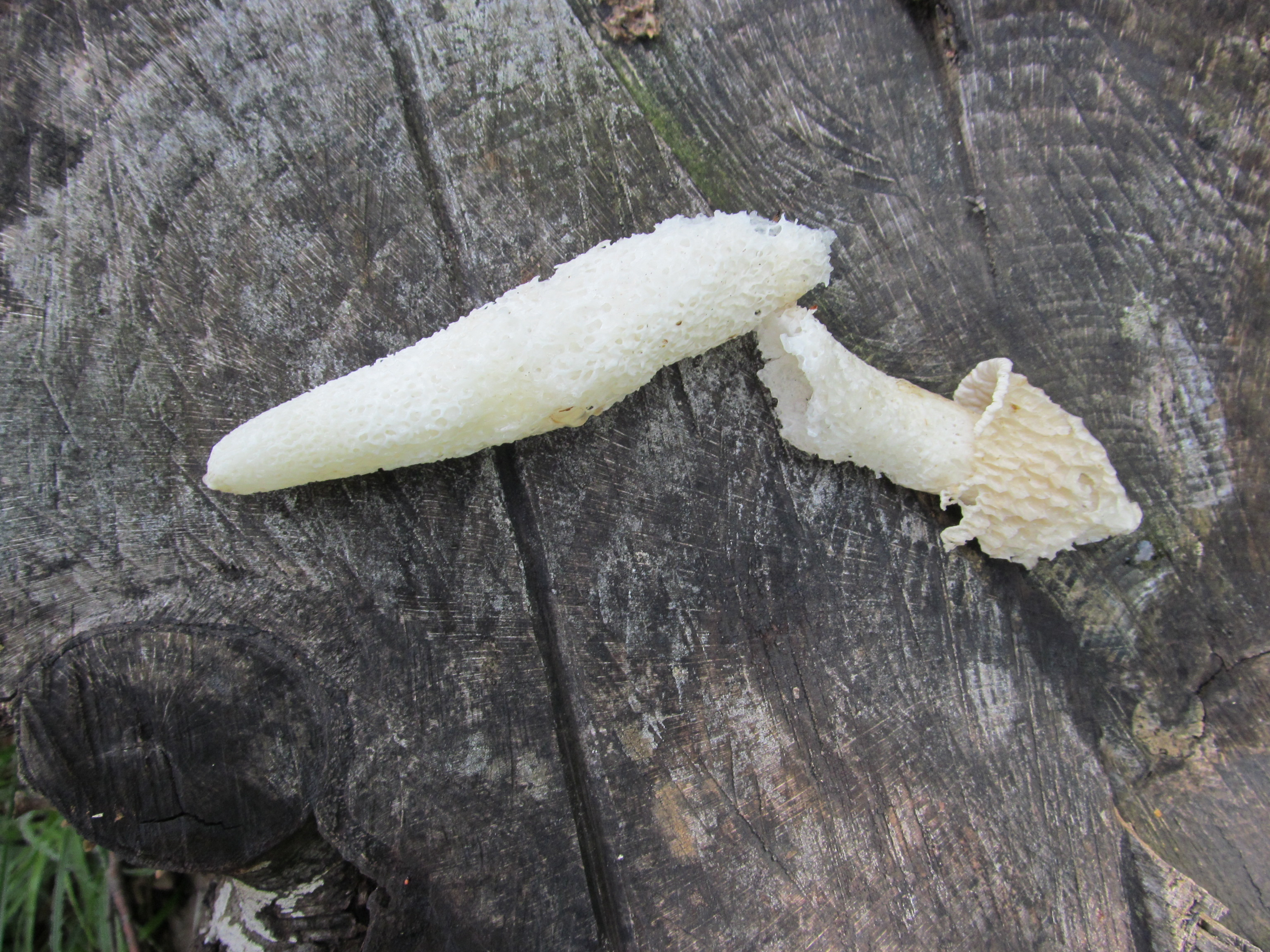
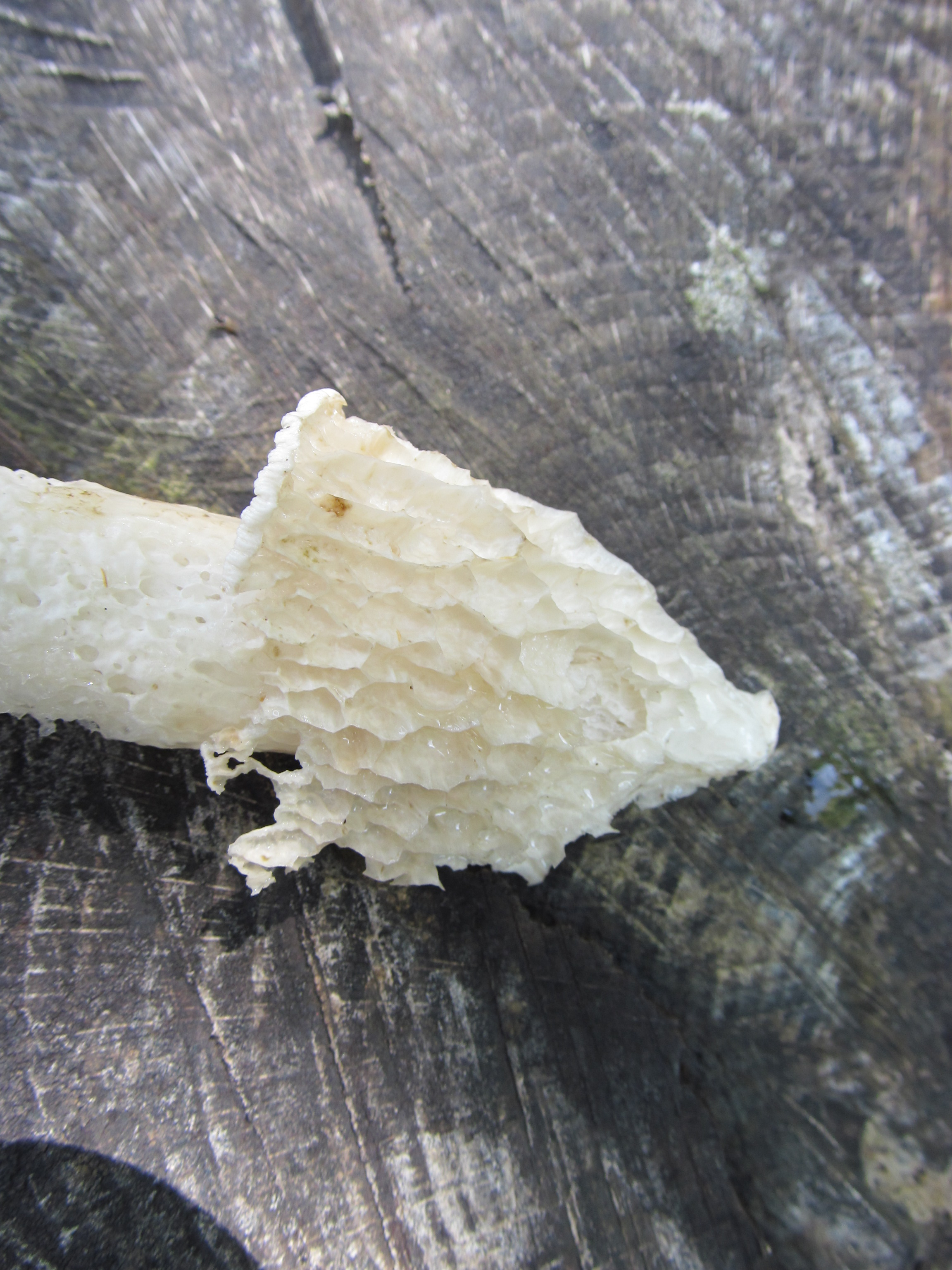
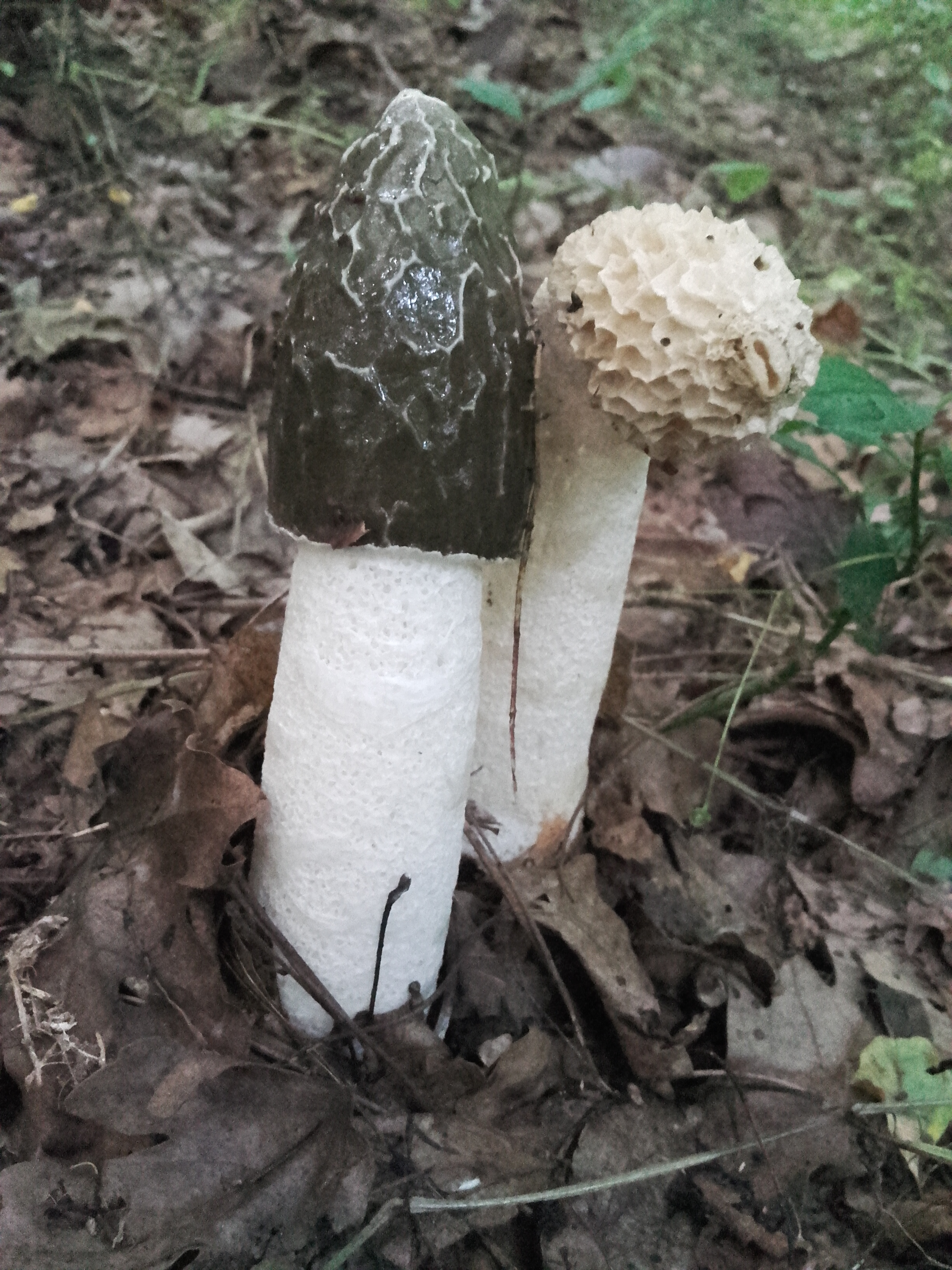
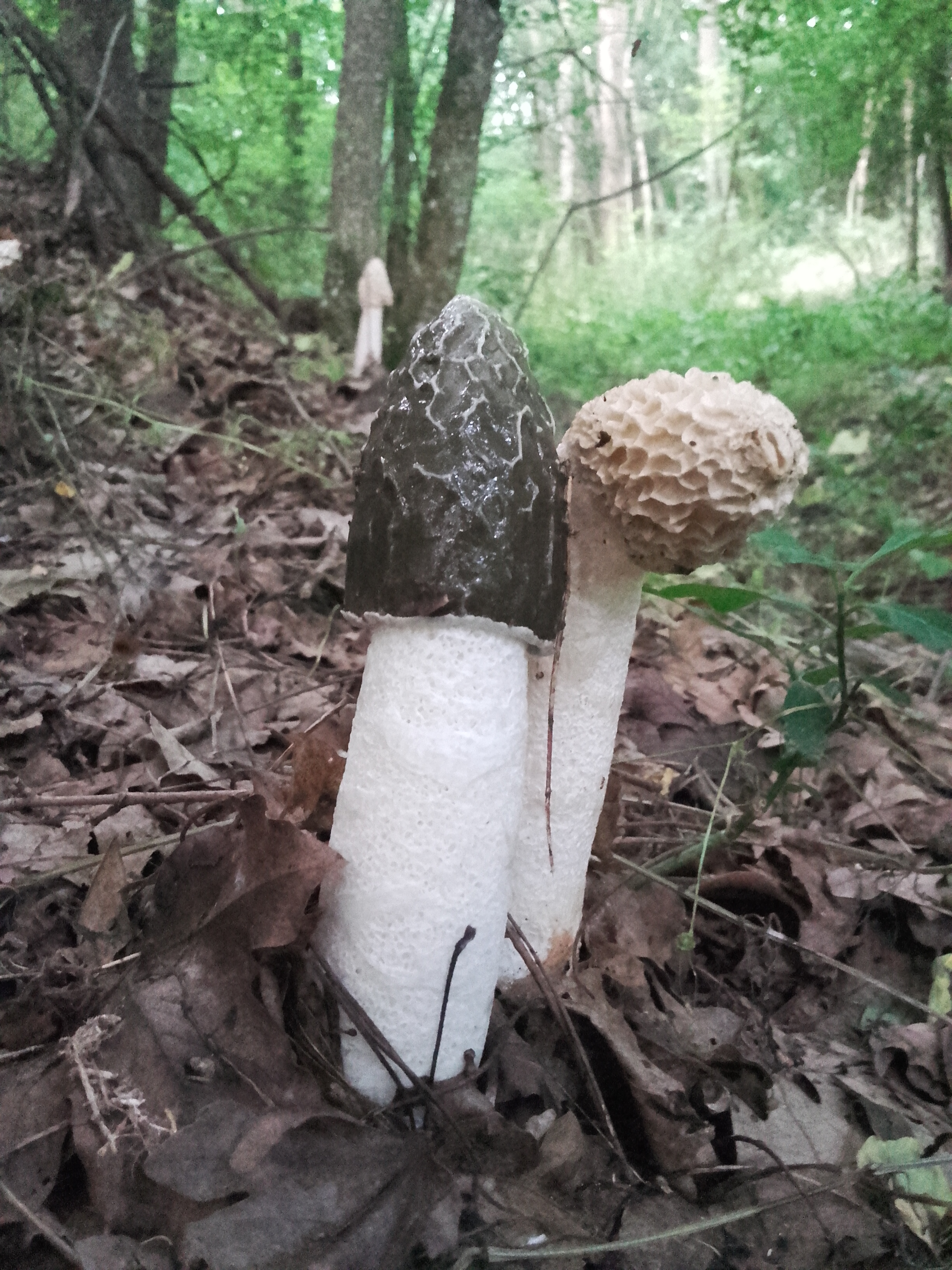
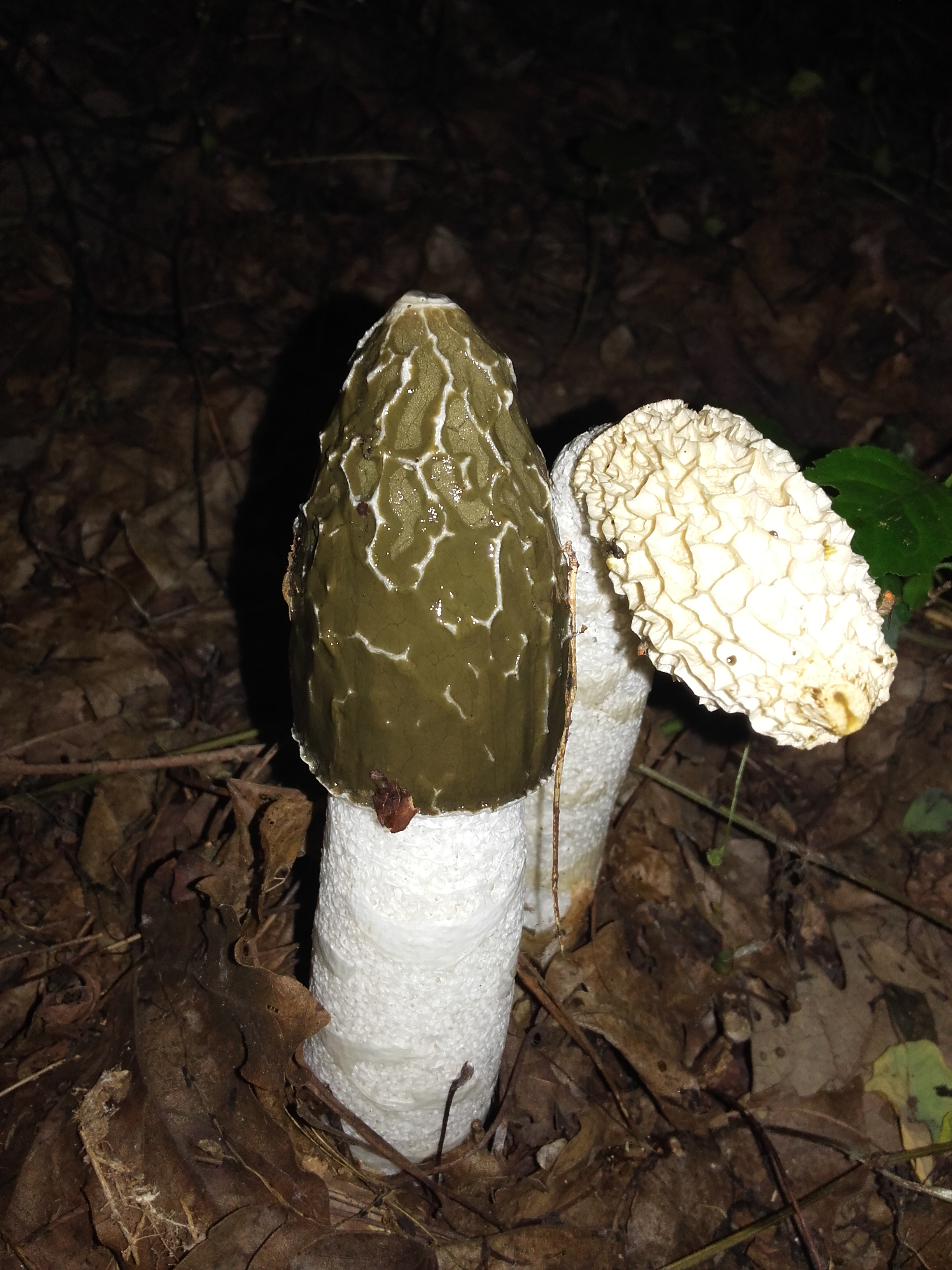